# الکساندر سالکایند
الکساندر سالکایند (انگلیسی: Alexander Salkind؛ ‏ ۲ ژوئن ۱۹۲۱ – ۸ مارس ۱۹۹۷) تهیه‌کننده فیلم اهل فرانسه بود.

## فیلم‌شناسی
- محاکمه (۱۹۶۲)
- میگل د سروانتس (۱۹۶۷)
- سه تفنگدار (۱۹۷۳)
- جنون بورژوازی (۱۹۷۶)
- سوپرمن (۱۹۷۸)
- سوپرمن ۲ (۱۹۸۰)
- سوپرمن ۳ (۱۹۸۳)
- سوپرگرل (۱۹۸۴)
- کریستوف کلمب: اکتشاف (۱۹۹۲)